# Вилоу Хил (Илиноис)
Вилоу Хил (енгл. Willow Hill) град је у америчкој савезној држави Илиноис.

## Демографија
По попису из 2010. године број становника је 230, што је 20 (-8,0%) становника мање него 2000. године.
| Група             | 2000.       | 2010.       |
| Белци             | 241 (96,4%) | 222 (96,5%) |
| Афроамериканци    | 0 (0,0%)    | 2 (0,9%)    |
| Азијати           | 8 (3,2%)    | 2 (0,9%)    |
| Хиспаноамериканци | 0 (0,0%)    | 0 (0,0%)    |
| Укупно            | 250         | 230         |